# Proletarski (possiólok)
|  | Per a altres significats, vegeu «Proletarski». |

Proletarski - Пролетарский (rus) és un possiólok, un poble, del krai de Krasnodar, a Rússia. Es troba a les terres baixes de Kuban-Azov, a 10 km al nord-est de Kropotkin i a 137 km al nord-est de Krasnodar, la capital.
Pertany al municipi de Possiólok ímieni M. Górkogo.